# Чемпіонат Європи із самбо 2016

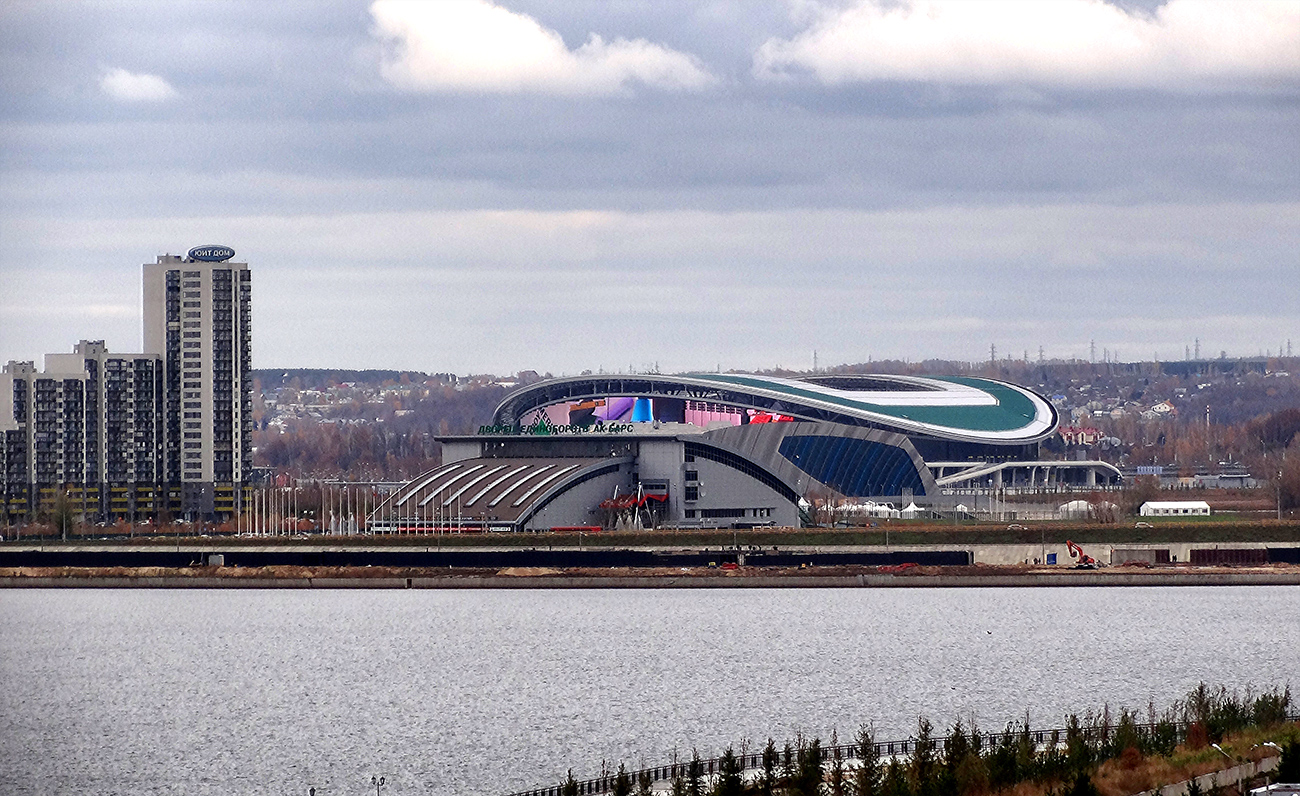
Палац єдиноборств «Ак Барс» у Казані

XXXV чемпіонат Європи із самбо проходив з 12 по 16 травня 2016 року у місті Казань (Татарстан, Росія). Поєдинки проходили у палаці єдиноборств «Ак Барс». Було розіграно 27 комплектів нагород.

## Загальний медальний залік
| Місце               | Країна              | Золото | Срібло | Бронза | Загалом |
| ------------------- | ------------------- | ------ | ------ | ------ | ------- |
| 1                   | Росія (RUS)         | 16     | 4      | 4      | 24      |
| 2                   | Грузія (GEO)        | 4      | 4      | 4      | 12      |
| 3                   | Білорусь (BLR)      | 3      | 4      | 8      | 15      |
| 4                   | Болгарія (BUL)      | 1      | 3      | 4      | 8       |
| 5                   | Вірменія (ARM)      | 1      | 2      | 5      | 8       |
| 6                   | Румунія (ROM)       | 1      | 1      | 0      | 2       |
| 7                   | Азербайджан (AZE)   | 1      | 0      | 2      | 3       |
| 8                   | Україна (UKR)       | 0      | 4      | 15     | 19      |
| 9                   | Франція (FRA)       | 0      | 3      | 2      | 5       |
| 10                  | Хорватія (CRO)      | 0      | 1      | 4      | 5       |
| 11                  | Сербія (SRB)        | 0      | 1      | 0      | 1       |
| 12                  | Литва (LTU)         | 0      | 0      | 4      | 4       |
| 13                  | Естонія (EST)       | 0      | 0      | 1      | 1       |
| 13                  | Молдова (MDA)       | 0      | 0      | 1      | 1       |
| Загалом (14 збірні) | Загалом (14 збірні) | 27     | 27     | 54     | 108     |

## Медалісти

### Чоловіки
| Вагова категорія | Золото                     | Срібло                    | Бронза                                             |
| ---------------- | -------------------------- | ------------------------- | -------------------------------------------------- |
| до 52 кг         | Валерій Сороноков Росія    | Тигран Кіракосян Вірменія | Гіві Надареїшвілі Грузія Грачук Осепян Україна     |
| до 57 кг         | Вахтанг Чидрашвілі Грузія  | Владислав Бурдь Білорусь  | Даніл Пономаренко Росія Максим Манукян Вірменія    |
| до 62 кг         | Руслан Багдасарян Росія    | Дмитро Євдошенко Україна  | Вадим Фомін Естонія Джавідан Гараєв Азербайджан    |
| до 68 кг         | Денис Давидов Росія        | Міндіа Лілуашвілі Грузія  | Еміль Гасанов Азербайджан Олександр Кокша Білорусь |
| до 74 кг         | Аміль Гасимов Азербайджан  | Артур Саркісян Україна    | Дмитро Смолін Білорусь Арсен Казарян Вірменія      |
| до 82 кг         | Ніко Куція Грузія          | Євгеній Максимов Росія    | Олексій Ніженко Україна Тимофій Ємельянов Білорусь |
| до 90 кг         | Давид Оганесян Росія       | Паата Гвініашвілі Грузія  | Едік Петросян Вірменія Олексій Степаньков Білорусь |
| до 100 кг        | Андрій Казусьонок Білорусь | Дмитро Мінаков Росія      | Давид Лоріашвілі Грузія Ярослав Ритко Україна      |
| понад 100 кг     | Бека Бердзенішвілі Грузія  | Влідімір Гажич Сербія     | Мантас Морозас Литва Юрій Рибак Білорусь           |

### Жінки
| Вагова категорія | Золото                      | Срібло                    | Бронза                                                  |
| ---------------- | --------------------------- | ------------------------- | ------------------------------------------------------- |
| до 48 кг         | Марія Молчанова Росія       | Лейла Аббасова Білорусь   | Цвєтеліна Цвєтанова Болгарія Анастасія Новікова Україна |
| до 52 кг         | Марина Жарська Білорусь     | Андреа Іонас Румунія      | Юлія Віцина Росія Марія Буйок Україна                   |
| до 56 кг         | Даніела Поронеану Румунія   | Христина Храмцова Росія   | Саломе Абашидзе Грузія Тена Шикіч Хорватія              |
| до 60 кг         | Аріна Пчелінцева Росія      | Каліна Стефанова Болгарія | Катерина Прокопенко Білорусь Анастасія Шевченко Україна |
| до 64 кг         | Катерина Онопрієнко Росія   | Тетяна Мацко Білорусь     | Ізабель Хрістова Болгарія Майя Благожевич Хорватія      |
| до 68 кг         | Маргарита Гурциєва Росія    | Селін Конде Франція       | Наталія Будяну Молдова Теа Сухіташвілі Грузія           |
| до 72 кг         | Ніно Одзелашвілі Грузія     | Наталія Смаль Україна     | Ольга Намазова Білорусь Тифані Легалл Франція           |
| до 80 кг         | Світлана Тимошенко Білорусь | Ірине Леонідзе Грузія     | Дайна Амбарцумова Росія Галина Ковальська Україна       |
| понад 80 кг      | Анжела Гаспарян Росія       | Елене Кебадзе Грузія      | Анастасія Сапсай Україна Єлизавета Моісеєнко Білорусь   |

### Бойове самбо
| Вагова категорія | Золото                     | Срібло                    | Бронза                                             |
| ---------------- | -------------------------- | ------------------------- | -------------------------------------------------- |
| до 52 кг         | Григорій Мхітарян Вірменія | Артуш Асрян Росія         | Гінтапас Каткус Литва Сергій Чорний Україна        |
| до 57 кг         | Мухтар Гамзаєв Росія       | Марко Косєв Болгарія      | Мхітар Мхітарян Вірменія Богдан Бабенко Україна    |
| до 62 кг         | Олександр Саліков Росія    | Сергій Бобир Україна      | Ваган Ніколян Вірменія Лютвікас Мацулевічус Литва  |
| до 68 кг         | Руслан Гасанханов Росія    | Вачик Варданян Вірменія   | Бачукі Багішвілі Україна Делян Ілієв Болгарія      |
| до 74 кг         | Валентин Бенішев Болгарія  | Ілля Хадкевич Білорусь    | Заур Азізов Росія Владислав Руднєв Україна         |
| до 82 кг         | Іван Ложкін Росія          | Шарлі Шмітт Франція       | Деян Гунявік Хорватія Максим Риндовський Україна   |
| до 90 кг         | Хадіс Ібрагімов Росія      | Себастян Лебебе Франція   | Матія Раділєовіч Хорватія Маріан Димітров Болгарія |
| до 100 кг        | Вадим Нємков Росія         | Марко Радієловіч Хорватія | Анатолій Волошинов Україна Сіді Бюрфа Франція      |
| понад 100 кг     | Кирило Сидельников Росія   | Мартін Марінков Болгарія  | Емантас Вакасас Литва Дмитро Побережець Україна    |